# Petar Dujmović
Petar Dujmović  (Split, 19. kolovoz 1893 - Zadar †3. lipnja 1980), poznat kao Fjaka, jedan je od prvih nogometaša Hajduka iz 1910-tih godina, obrambeni igrač. Doprinos mu je 233 utakmice i 4 zabijena zgoditka. Od tih utakmica 7 je prvenstvenih, 5 je odigrao za Kup i 32 u Splitskom podsavezu. Četiri postignuta zgoditka dao je u 189 prijateljskih utakmica.
Prvi službeni nastup je 28. ožujka 1920. protiv Borca iz Splita (8:0 za Hajduk). Igrao je i u povijesnoj utakmici protiv Čehoslovačke u Zagrebu 1924. kad su svi igrači osim vratara bili iz Hajduka. Po svršetku igračke karijere bio je vrlo cijenjen i ugledan nogometni sudac, sudački ispit položio je 1922. 
Preminuo je u Zadru gdje je i pokopan.
Statistika u Hajduku
| Natjecanje        | Nastupi | Zgoditci |
| ----------------- | ------- | -------- |
| Prvenstvo         | 7       | 0        |
| Kup               | 5       | 0        |
| Superkup          | 0       | 0        |
| Međunarodne       | 0       | 0        |
| Splitski podsavez | 32      | 0        |
| Ukupno            | 44      | 0        |
| Prijateljske      | 189     | 4        |
| Sveukupno         | 233     | 4        |